# 落合佑輔
落合 佑輔（おちあい ゆうすけ、1990年4月13日 - ）は、日本のラグビー選手。

## プロフィール
- 大分県出身。
- ポジションはナンバーエイト(No8)、フランカー(FL)。
- 身長 182cm、体重 103kg
- ニックネームはおち。

## 略歴
大分ラグビースクールでラグビーを始めた。
2009年、大分舞鶴高校卒業後、立命館大学に入学する。なお大分舞鶴高校時代、高校日本代表候補に選ばれ、第32回高校東西対抗試合の参加メンバーに選出された。　
2012年、立命館大学ラグビー部の主将に就任した。
2013年、立命館大学卒業後、キヤノンイーグルスに加入。同年10月20日に行われたジャパンラグビートップリーグ第6節のコカ・コーラウエストレッドスパークス戦に途中出場で公式戦初出場を果たす。 
2017年、キヤノンイーグルスを退団した。